# Halla Tómasdóttir
Halla Tómasdóttir   (Reykjavík, 11 d'octubre de 1968) és una empresària i política islandesa, l'actual presidenta d'Islàndia.

## Biografia
Llicenciada en Administració d'empreses per la Universitat Auburn de Montgomery i amb un màster de la Thunderbird School of Global Management a Arizona, va ser membre de l'equip fundador de la Universitat de Reykjavík el 1998. També ha estat directora executiva de la Cambra de Comerç, càrrec que va deixar per participar en la fundació d'Auðar Capital, una empresa d'inversió.
L'agost de 2018 es va convertir en directora executiva de The B Team, un col·lectiu de líders empresarials i de la societat civil globals que treballen per catalitzar pràctiques comercials millors per al benestar de les persones i del planeta. També s'ha manifestat com a portaveu del nou corrent a Islàndia a favor que les dones ocupin llocs clau de lideratge, evitant així l'homogeneïtat en la presa de decisions.
Halla Tómasdóttir havia presentat prèviament la seva candidatura a la presidència d'Islàndia el 17 de març de 2016. Va rebre aleshores el 27,9% dels vots, el segon percentatge més alt després del guanyador, Guðni Thorlacius Jóhannesson, que va obtenir un 39,1% dels vots. Es postulà de nou com a presidenta del país i es presentà a les eleccions presidencials islandeses de l'1 de juny de 2024, que aquest cop va guanyar, derrotant Katrín Jakobsdóttir per un marge d'aproximadament 10 punts.

### Presidenta d'Islàndia
Halla Tómasdóttir prendrà possessió com a setena presidenta d'Islàndia –la segona dona en el càrrec–, l'1 d'agost de 2024, substituint-hi Guðna Th. Johannesson.